# Brian Kerr
Brian Kerr (Dublin, 1953. március 3. –) ír labdarúgóedző. Pályafutásának eddigi legjelentősebb állomása az ír labdarúgó-válogatottnál töltött két év volt. 2009-től 2011-ig a feröeri labdarúgó-válogatott szövetségi kapitánya.

## Pályafutása
Gyermekkorában futballozott és bokszolt, de mivel belátta, hogy tehetsége nem elég ahhoz hogy játékosként a csúcsra jusson, hamar az edzőség felé fordult.
1986-ban lett a Saint Patrick’s Athletic FC edzője, akiket 1990-ben bajnoki címre vezetett. 1992-ben, amikor a klubot anyagi problémái miatt a megszűnés fenyegette, többedmagával 82 000 ír fontot dobtak össze, hogy megmentsék a St Patricket. A nulláról újraépített csapattal 1996-ban ismét bajnoki címet nyert.
1996 decemberében az Ír labdarúgó-szövetség technikai igazgatója lett. Munkája magában foglalta az ifjúsági válogatottak (U16-U20) vezetését is. 1997-ben az ifjúsági világbajnokságon az ír válogatott bronzérmet szerzett az irányításával. A következő évben az U16-os és az U18-as csapat is Európa-bajnokságot nyert.
2003-ban az Ír labdarúgó-válogatott szövetségi kapitányává nevezték ki, de miután sem a 2004-es Európa-bajnokságra, sem a 2006-os világbajnokságra nem jutott ki a válogatott, 2005-ben nem hosszabbították meg a szerződését.
2009-ben a Feröeri labdarúgó-válogatott szövetségi kapitánya lett, 2011 novemberében lejáró szerződését azonban nem hosszabbította meg.

## Fordítás
- Ez a szócikk részben vagy egészben a Brian Kerr (football manager) című angol Wikipédia-szócikk ezen változatának fordításán alapul.  Az eredeti cikk szerkesztőit annak laptörténete sorolja fel. Ez a jelzés csupán a megfogalmazás eredetét és a szerzői jogokat jelzi, nem szolgál a cikkben szereplő információk forrásmegjelöléseként.